# دسی بوترسه
دِسی بوتِرسه (به انگلیسی: Dési Bouterse) با نام کامل دِسی دلانو بوتِرسه (به انگلیسی: Desiré Delano Bouterse) (زاده ۱۳ اکتبر ۱۹۴۵ – درگذشته ۲۴ دسامبر ۲۰۲۴) رئیس‌جمهور سورینام از ۱۲ اوت ۲۰۱۰ تا ۱۶ ژوئیه ۲۰۲۰ بود. وی دیکتاتور نظامی پیشین این کشور بود که از سال ۱۹۸۰ تا ۱۹۸۷ بر کشورش حکومت می‌کرد.
بوترسه رهبر حزب دموکراتیک ملی بود. این حزب بخشی از یک ائتلاف بزرگ چهار حزبی است که متشکل از چهار حزب معروف به ائتلاف "ترکیب مگا" است.
وی در ۱۹ ژوئیه ۲۰۱۰ با ۳۶ رای از مجموع ۵۰ رای مجلس به عنوان رئیس‌جمهور سورینام برگزیده شد.

## اعدام مخالفان
انتخاب بوترسه به عنوان رئیس‌جمهور در حالی بود که پرونده قضایی وی در دادگاه این کشور در جریان بود. وی متهم به اعدام ۱۶ تن از مخالفان دولت در دسامبر ۱۹۸۲ است. در میان این افراد، وکلای حقوقی، روزنامه‌نگاران، استادان دانشگاه و رهبران انجمن‌های صنفی بودند. اما بوترسه ادعا کرده بود که آنها در هنگام فرار از زندان کشته شدند. حزب دموکراتیک ملی تلاش کرده بود جلوی رسیدگی به پرونده این اعدام‌های سیاسی را بگیرد. همزمان شورای ملی سورینام با تصویب مصونیت قانونی و عفو بوترسه، جلوی محکومت او را بگیرد. اما در سال ۲۰۱۲ یک دادگاه این مصونیت را غیرقانونی دانست و آن را لغو کرد. در نوامبر ۲۰۱۹ دادگاه او را به تحمل ۲۰ سال زندان محکوم کرد.

## کودتاها
بوترسه تا به حال رهبری دو کودتا در این کشور واقع در شمال قاره آمریکای جنوبی را برعهده داشته است.
بوترسه به دنبال کودتا علیه هنک آرون، نخست‌وزیر آن هنگام سورینام در سال ۱۹۸۰ برای نخستین بار قدرت را در دست گرفت. او پس از رسیدن به مقام فرماندهی ارتش تا هنگام کناره‌گیری از قدرت در سال ۱۹۸۷ رهبر کشور بود. او پس از مدت کوتاهی دوباره پس از کودتای خونین در سال ۱۹۹۱ قدرت را در دست گرفت.

## قاچاق مواد مخدر
او در سال ۲۰۰۰ در هلند به جرم قاچاق ۴۷۴ کیلو کوکائین به ۱۱ سال زندان محکوم شد. وی همیشه این موضوع را تکذیب کرده است. بر پایه اسناد منتشر شده در ویکی‌لیکس در سال ۲۰۱۱ بوترسه در تجارت مواد مخدر تا سال ۲۰۰۶ فعال بوده است و برای وی حکم بازداشت صادر شده است. اما به دلیل داشتن جایگاه ریاست‌جمهوری، از مصونیت قضایی برخوردار است.